# Джебі (тайфун)
Тайфун «Джебі» (англ. Typhoon Jebi) також відомий як Тайфун Меймей (англ. Typhoon Maymay) — найдорожчий тайфун в історії Японії з точки зору страхових збитків. Джебі найсильніший тайфун, який досяг Японії після Янсі в 1993 році, і залишив значні наслідки в регіоні Канса. Потужні вітри тайфуну, які побили вітрові рекорди на 100 японських метеостанціях, пошкодили майже 98 000 будинків і залишили майже 3 мільйони споживачів без електрики..

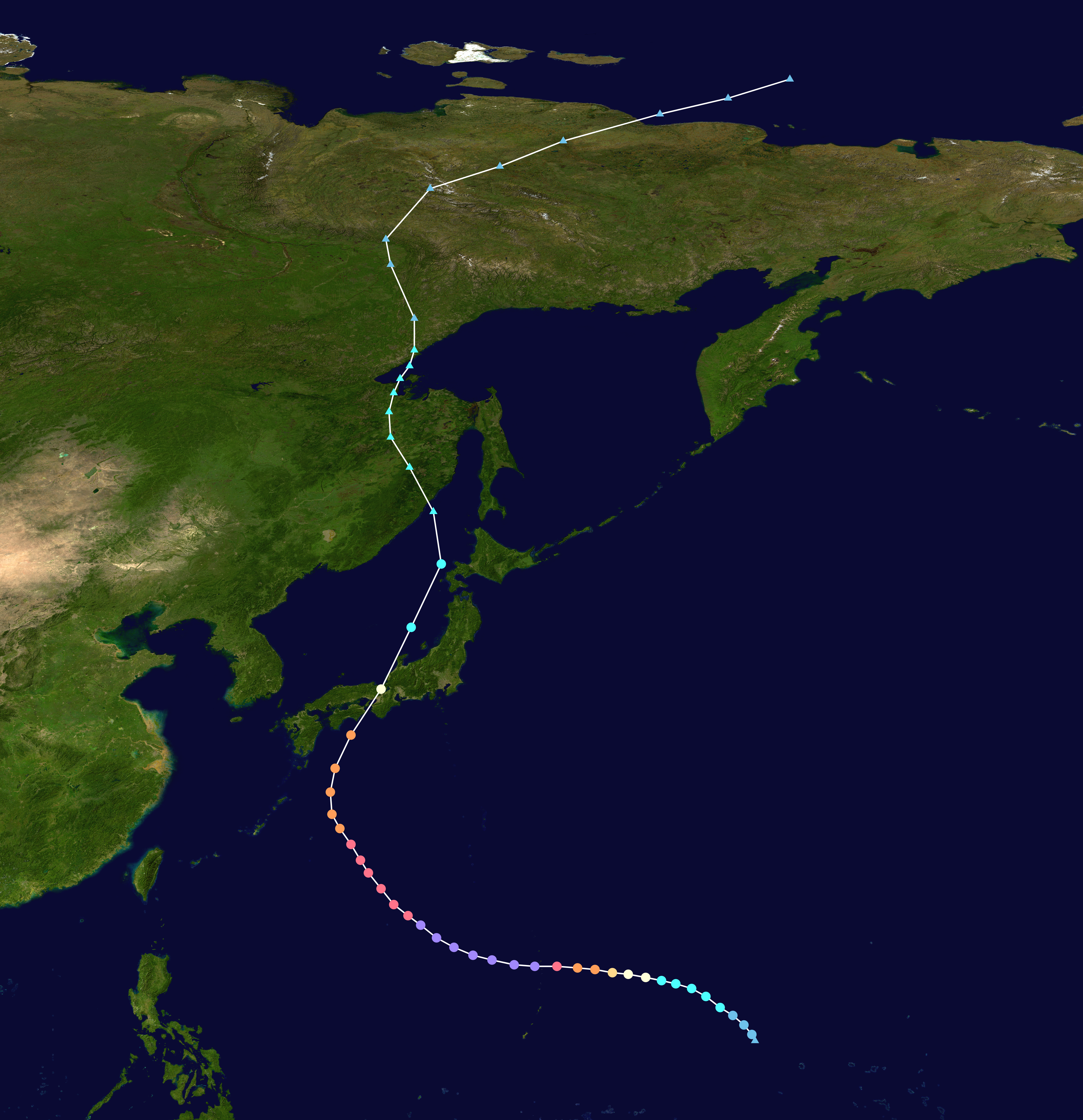
Карта шляху і інтенсивності Тайфуну Джебі

Двадцять перший тайфун 2018 року, він утворився в серпні 28. Він швидко посилився наступного дня і досяг піку інтенсивності 31 серпня після удару по Північних Маріанських островах. Джебі повільно слабшав 2 вересня, і він торкнувся острова Сікоку, а потім японського регіону Кансай 4 вересня.

## Інтернет-ресурси
- JMA General Information of Typhoon Jebi (1821) from Digital Typhoon
- JMA Best Track Data of Typhoon Jebi (1821)
- 25W.JEBI [Архівовано 17 березня 2020 у Wayback Machine.] from the U.S. Naval Research Laboratory
- 2018 Super Typhoon Jebi (2018239N11161) from the International Best Track Archive for Climate Stewardship
- Christie Lee (16 жовтня 2019). The surprise loss creep from Typhoon Jebi. Bermuda Reinsurance Magazine. Процитовано 5 лютого 2021.